# Nam (họ)
Nam là một họ ở Hàn Quốc có nghĩa là "Hướng Nam". Năm 2000 Hàn Quốc đã thống kê có 257.178 người có họ này, trong đó 150.394 thuộc về Uiryeong Nam bon-gwan. Theo một cuộc điều tra dân số tương tự, nơi có mật độ dân số cao nhất thuộc về bon-gwan là huyện Eumseong, Chungcheong Bắc, chiếm khoảng 1.021 người, hoặc 1.21% dân số; con số này đại diện cho sự suy giảm dân số và tỉ lệ sau cuộc điều tra vào năm 1985, khi đó có 1.427 người, hoặc 1.71% dân số.
Người Hàn Quốc có họ này gồm:
- Nam Sung-yong (1912–2001), huy chương đồng chạy điền kinh tại Thế vận hội mùa hè 1936
- Nam Jung-hyun (sinh 1933), tác giả Hàn Quốc
- Nam Gi-nam (sinh 1942), đạo diễn phim, hoạt hình và truyền hình Hàn Quốc
- Nam Hae-il (sinh 1948), sĩ quan hải quân Hàn Quốc
- Nam Na-yeong (sinh 1971), biên tập phim Hàn Quốc
- Leonardo Nam (sinh 1979), diễn viên Hàn-Úc
- Nam Hyun-hee (sinh 1981), South Korean foil fencer
- Nam Sang-mi (sinh 1984), nữ diễn viên Hàn Quốc
- Nam Gyu-ri (sinh 1985), nữ ca sĩ Hàn Quốc
- Naomi Nari Nam (sinh 1985), nghệ sĩ trượt băng Mỹ
- Eric Nam (sinh 1988), diễn viên Hàn-Mỹ
- Nam Ji-hyun (sinh 1990), ca sĩ Hàn Quốc (thành viên nhóm nhạc nữ 4Minute)
- Nam Woo-hyun (sinh 1991), ca sĩ Hàn Quốc (thành viên nhóm nhạc nam Infinite)
- Nam Joo-hyuk - diễn viên, người mẫu Hàn Quốc
- Nam Taehyun (sinh 1994), ca sĩ Hàn Quốc (thành viên nhóm nhạc nam WINNER)
- Nam Ji-hyun (sinh 1995), diễn viên nữ Hàn Quốc
- Nam Da-won (sinh 1997), ca sĩ Hàn Quốc (thành viên nhóm nhạc nữ Cosmic Girls)

## Liên kết
- (tiếng Hàn) Trang Nam trên surname.info